# Aegidinus cornutus
Aegidinus cornutus är en skalbaggsart som beskrevs av Colby 2009. Aegidinus cornutus ingår i släktet Aegidinus och familjen Hybosoridae. Inga underarter finns listade i Catalogue of Life.